# Prague Open 1994
Il Prague Open 1994 è stato un torneo di tennis giocato sulla terra rossa. 
È stata la 3ª edizione del torneo, che fa parte della categoria Tier IV nell'ambito del WTA Tour 1994.
Si è giocato al I. Czech Lawn Tennis Club di Praga in Repubblica Ceca, dal 9 al 15 maggio 1994.

## Campionesse

### Singolare
Amanda Coetzer ha battuto in finale  Åsa Svensson con il punteggio di 6–1, 7–6(14)

### Doppio
Amanda Coetzer /  Linda Wild hanno battuto in finale  Kristie Boogert /  Laura Golarsa con il punteggio di 6–4, 3–6, 6–2